# Pere Sans i Jordá
Svatý Pere Sans i Jordá (3. září 1680, Ascó – 26. května 1747, Fu-čou) byl katalánský římskokatolický biskup, dominikán a mučedník.

## Život
Narodil se 3. září 1680 v katalánském Ascó jako syn Andrese Sans a Cataliny Jordà. Jeho strýc byl kaplanem v katedrále v Lleidě. Ten Perého viděl jako ctnostné dítě, plné křesťanské horlivosti a chtěl se postarat o jeho vzdělání.
Jako mladý muž byl přitahován řeholním životem a proto vstoupil do dominikánského kláštera v Lleidě. Dne 6. července 1698 zde složil své řeholní sliby a 20. září 1704 byl vysvěcen na kněze. Na jeho vlastní žádost byl přeložen do kláštera svatého Ildefonse v Zaragoze, kde byl řeholní život více přísnější.
Ve věku 32 let ho začalo přitahovat misijní povolání a požádal své představené aby byl poslán na Dálný východ. V polovině roku 1712 opustil Španělsko a po dvou dlouhých zastávkách v Mexiku a na Mariánských ostrovech se koncem srpna 1713 dostal do Manily na Filipínách. V Manile zůstal dva roky a zde se kromě kněžské služby věnoval studiu čínštiny, jelikož Čínské císařství považoval za svůj misijní cíl. Do Číny byl poslán v červnu 1715 a usadil se v provincii Fu-ťien. O rok později byl jmenován provinčním vikářem a tuto funkci zastával 14 let. Jeho misionářské dílo přineslo ovoce v počtu obrácených lidí ke křesťanství. Práce se mu dařila i přes obnovení pronásledování křesťanů v provinciích Fu-ťien a Če-ťiang, které byly nejkřesťanštější. Protože jej pronásledovatelé hledali, uchýlil se do provincie Kuang-tung, do jediného místa v císařství, kde byli evropští misionáři stále tolerováni.
Dne 29. ledna 1728 byl ustanoven apoštolským vikářem koadjutorem apoštolského vikariátu Fu-ťien a titulárním biskupem z Mauricastra. Biskupské svěcení přijal 24. února 1730. Pokračoval ve své evangelizační práci v Kuang-tung, ale roku 1732 byl vyhoštěn do Macaa. Dne 3. ledna stejného roku se stal apoštolským vikářem Fu-ťien. V Macau strávil téměř šest let a stále se toužil vrátit do Fu-ťien. Jeho přání se splnilo dne 9. května 1739. Obnovil proto svou rozsáhlou misijní činnost, kázal, katechizoval, zachraňoval potřebné, upevňoval pronásledované věřící ve víře, jednal rozvážně a také se dobře skrýval. Utrpení, která museli věřící křesťané a obyvatelstvo podstoupit ze strany pronásledovatelů, však bylo mnoho. Biskup Pere se rozhodl 30. června 1746 opustit svůj úkryt ve vesnici Mok-Jong a vydat se pronásledovatelům. Byl odveden do hlavního města Fu-čou, kde byl vystaven vyčerpávajícím výslechům a různým mučením. Po dlouhém procesu byl 18. prosince 1746 odsouzen k trestu smrti stětím. Po potvrzení rozsudku císařem byl 26. května 1747 popraven.
Mezi jeho spoluvězně patřili dominikáni Francisco Serrano Frías, který byl jmenován apoštolským vikářem koadjutorem Fu-ťien, Joaquín Royo Pérez, Francisco Díaz del Rincón a Juan Alcober Figuera. Tito kněží byli v říjnu 1748 také popraveni.

## Svatořečení
Dne 6. ledna 1893 bylo papežem Lvem XIII. uznáno jeho mučednictví.
Dne 14. května 1893 byl ve skupině s dalšími výše zmíněnými čtyřmi dominikány papežem Lvem XIII. blahořečen jako mučedník.
Dne 11. ledna 2000 došlo ke spojení kauz svatořečení dalších čínských mučedníků a 1. října 2000 ho na Svatopetrském náměstí papež Jan Pavel II. prohlásil ve skupině 120 mučedníků za svaté.
Jeho svátek se slaví 26. května a 9. července ve skupině Čínských mučedníků.